# Marie-Jo Gobron
Marie-Jo Gobron, pseudoniem en gehuwde naam van Marie-José Coevoet (Roesbrugge-Haringe, 1 maart 1916 - Brugge, 3 november 2008), was een West-Vlaamse Franstalige dichteres.

## Levensloop
Hoewel ze behoorde tot een burgerlijke familie van Poperinge, werd ze geboren in een hofstede van Roesbrugge-Haringe waar haar ouders als vluchtelingen hun intrek hadden genomen.
Als twaalfjarige schreef ze haar eerste gedichten, die ze echter vernietigde. Als twintiger schreef ze opnieuw enkele gedichten en ook een toneelstuk in het Nederlands. Ze trouwde met de schilder Roger Gobron en hierdoor werd ze de schoonzuster van Maurice Carême, die haar initieerde in de poëzie. Ze ontmoette andere dichters bij hem thuis en dit leidde er haar toe weldra op eigen vleugels te vliegen. Vanaf 1947-48 kon ze zelfstandig en op professionele manier schrijven.
Haar vader Firmin Coevoet (1884-1971) was baksteenfabrikant en getrouwd met Marceline Camerlynck (1884-1963). Het gezin kreeg vijf kinderen. Volgend op de beurscrash van de jaren 30 verloren de ouders het grootste deel van hun bezittingen. Ze waren verplicht hun eigendommen te verkopen en vestigden zich in Brugge.
Marie-Jo was zesentwintig toen ze in 1942 verliefd werd op de schilder Roger Gobron (1899-1985). Hij beantwoordde haar liefde wel, maar wilde tevens zijn relatie behouden met Fabienne Roman (1909-1990), zijn model. In 1944 besliste het trio om samen te leven en vestigde zich in Oosteeklo, in Oost-Vlaanderen. In 1946 traden Roger en Marie-Jo in het huwelijk en gingen, met Fabienne, in Eeklo wonen. In 1954 werd Jean-Noël, het enig kind van het echtpaar geboren.
In 1962 verhuisde het gezin naar Brugge. In 1984 gaf Marie-Jo haar derde bundel uit, door haar echtgenoot van illustraties voorzien. Hij stierf het jaar daarop. In 1990 stierf Fabienne op 81-jarige leeftijd. Marie-Jo overleefde beiden tot in 2008.

## Publicaties
- Houles, poëzie, Eeklo: Eigen beheer, 1955.
- De visage à visage, poëzie, 1961.
- Instants, poëzie, 1984.
- Paysage intérieur, poëzie, 1999.
- Onder de maretak, poëzie, 2001.

### Onuitgegeven
- Grenaille, 53 gedichten gebouwd rond de seizoenen (1945-1983).
- Brumes et Bruits, suivi de L'Épreuve du Ciel. Brumes et Bruits, bevat gedichten, waar rumoerige evenementen en geniepige manifestaties aanwezig zijn en met elkaar in botsing treden. L'Épreuve du Ciel, is gekenmerkt door een ononderbroken poging van de mens om de ruimte te veroveren (1948-1980).
- La Mouvante, gedichten bezield door de Noordzee (1950-2001).
- Reour de Flamme, gedichten ingegeven door werken van Roger Gobron, Man Ray, Spilliaert, Permeke, Bacon, Modigliani, etc. (1984-1994).
- Ardre sous Couleur de Colchique, innerlijke, autobiografische en zelfbeschouwende gedichten (1985-1995).
- Plaisirs d'Escarpolette, waarin de woordspelingen de bovenhand krijgen op de diepere gevoelens (1988-2000).
- Visitations, een poging om een diepere blik te werpen op het leven (1991-2001).
- Vesperale, gedichten in proza, bezield door bewustwording en invraagstelling ten opzichte van het leven en de dood (1994-2001)
- Mimi, autobiografische roman vanaf de geboorte tot de jaren dertig.
- Souvenances de Soupente, een dertigtal novellen, waarin fantasie, ironie en verbeten humor hoogtij vieren (2002).

## Eerbetoon
- 1951: Prijs Marcel Wyseur & vermelding in Les Prix du Goeland.
- 1953:	Prijs Hubert Krains (voor de bundel Houles).
- 1961:	Tweede prijs Prix de la ville de Ouistreham.
- 1968:	Eervolle vermelding Grand Prix International de Poésie.
- 1982:	Prix de Poésie de l'Ile de France.